# Relief aus Chrysapha (Berlin SK 731)

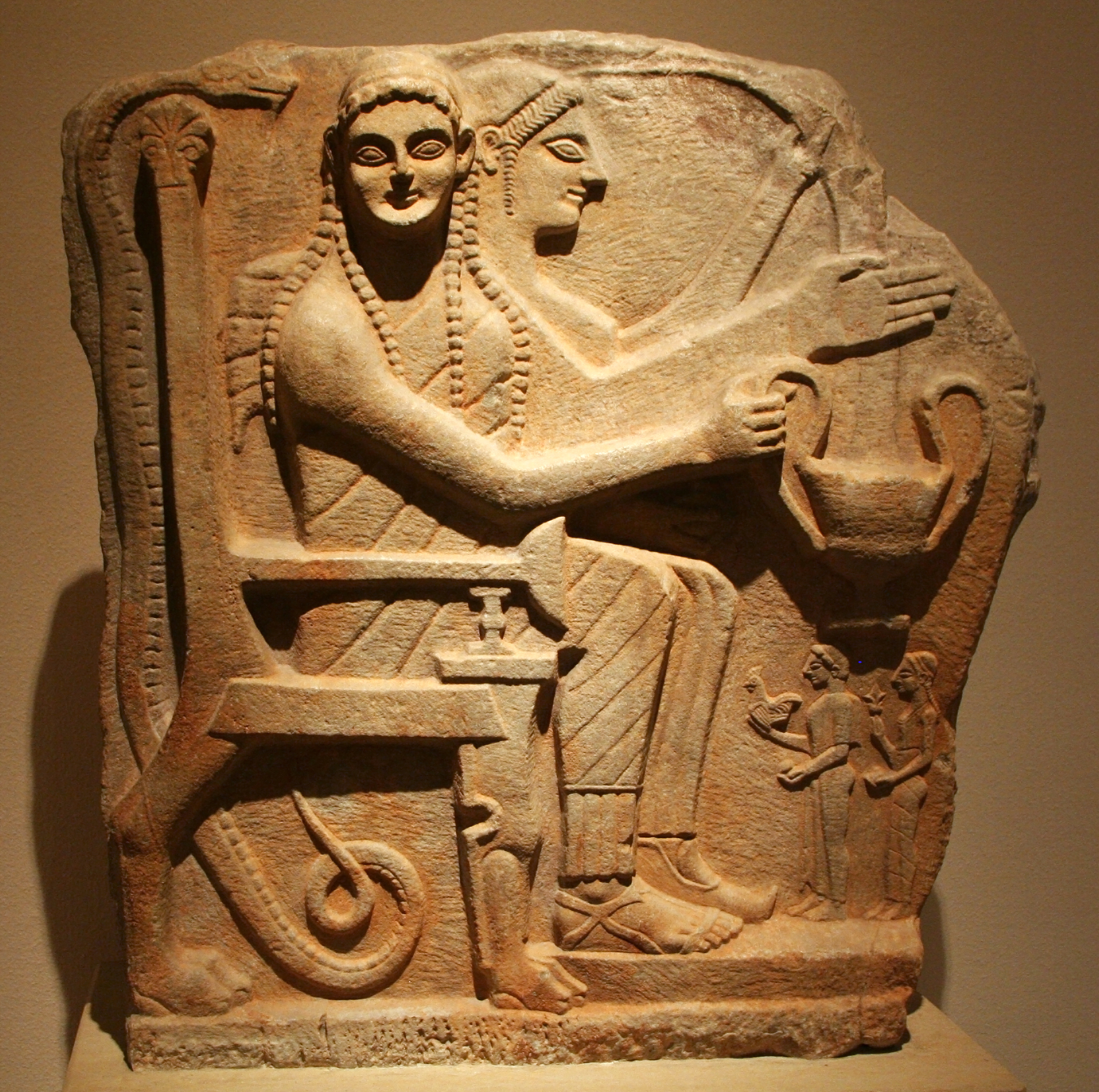
Lakonisches Weihrelief in der Antikensammlung Berlin, in Aufstellung bis 2010

Das Relief aus Chrysapha in der Antikensammlung Berlin (Inventarnummer SK 731) wird in die Zeit ca. 550 bis 540 v. Chr. datiert. Es wurde in Chrysapha (östlich von Sparta) am Südabhang eines Hügels gefunden. Die Maße sind wie folgt: Höhe 87 cm, Breite 55 cm (unten) bis 65 cm (oben), Tiefe 10 bis 13 cm, Reliefhöhe bis 0,7 cm. Von der Darstellung ist der größte Teil erhalten. Sie zeigt zwei sitzende Gottheiten und zwei Adoranten.
Das Relief ist aus grau-blauem, mittelkörnigem Gestein, das sich in der Gegend um Sparta findet. Die Form der Platte ist annähernd rechteckig, jedoch sind die Ränder nicht geradlinig, sondern folgen der Bewegung der Darstellung. Die Rückseite des Reliefs ist völlig unbearbeitet, genauso wie das untere Ende der Platte.

## Beschreibung der Szene

### Thron
Die beiden Gottheiten sitzen auf einem Thron mit hoher Rückenlehne, welche oben mit Palmetten geschmückt ist. Als Füße dienen hinten ein Löwenbein, vorn ein stilisiertes Tierbein, vermutlich das eines Löwen. Die Armlehne endet vorn in einem Kreissegment und wird durch einen auf der Sitzfläche ruhenden Ξ-förmigen kleinen Pfeiler gestützt. 

### Gottheiten
Die beiden Gottheiten, eine männliche und eine weibliche, sitzen zur rechten Bildseite gewandt nebeneinander. Sie sind im Profil dargestellt. Nur der Kopf der männlichen Figur ist in voller Vorderansicht abgebildet. Die Schädelform ist hoch und gerundet. Unter einer schmalen Kopfbinde (Tänie) ziehen sich kleine Löckchen von Ohr zu Ohr. Darüber ist das Haar nicht weiter angedeutet. Die Ohren sind groß, abstehend und relativ hoch gestellt. Die Stirn ist flach, die Augenknochen scharf und geschwungen, die Augen schräg geschlitzt, etwas tiefliegend und sehen wie auf die Fläche aufgesetzt aus. Der Nasenrücken ist sehr schmal und kurz. Der Mund mit schmaler Oberlippe ist an den Winkeln etwas emporgezogen. Um das Kinn wächst ein kurzer, keilförmiger, etwas konvexer Bart, der nur durch wenige sehr flache Einschnitte geteilt ist. Der Hals ist so breit wie das Gesicht. Der Oberkörper sitzt gerade aufrecht und bildet bis zum Sitz ein vollkommenes Rechteck. Längs über den Rücken sowie über die Brust fallen je zwei perlenschnurartig gebildete lange Locken herab. Ein anliegendes Obergewand geht von der linken Schulter quer über die Brust unter die rechte Achsel, so dass Hals und rechte Schulter nackt bleiben. Das Obergewand reicht, eng an das Bein anliegend, bis über die Wade herab, wo es mit einem scharfen horizontalen Saum abschließt. Unterhalb davon bis zum Knöchel erscheint ein Untergewand. Der nackte rechte Fuß ruht auf einer stufenartigen Erhebung. Er zeigt das Riemenzeug einer Sandale, die selbst nicht sichtbar ist. Beide Arme sind im stumpfen Winkel gebogen und nach vorne gestreckt. In der rechten Hand hält die Figur einen sehr großen Kantharos am Henkel. Die linke Hand ist über der rechten, die innere Handfläche mit gestreckten Fingern nach außen gekehrt. 
Die neben der männlichen Figur sitzende zweite Gottheit wird von der ersten teilweise verdeckt. Über der Stirn liegt eine bis an das Ohr reichende breite Flechte, vor der eine schmale gedrehte Locke senkrecht an der Wange herabfällt. Das Haar darüber ist wie bei der männlichen Gottheit nicht ausgeführt. Das Auge sitzt sehr schräg in Vorderansicht, die Stirn und die etwas spitze Nase bilden eine gerade Linie. Der Mund ist schmal und geradlinig, das Kinn ist rundlich und voll. Die Brust ist hoch und vorspringend gebildet. Der Oberkörper scheint nackt zu sein. Die linke vorgestreckte Hand des bis zur Stirnhöhe erhobenen Arms fasst mit Daumen und Zeigefinger in die Endfalte des ausgespannten Schleiers, der nur durch den äußeren, oben horizontalen Rand erkennbar wird. Die rechte Hand der Frau wird zwischen den Armen des Mannes auf ihrem Oberschenkel ruhend sichtbar. Sie hält darin einen Granatapfel. Das rechte Bein ist mit einem langen, bis auf die Knöchel reichenden Untergewand bekleidet, welches durch zwei vertikale Parallelfalten angedeutet ist und mit einer scharfen Horizontallinie abschließt. Der Fuß ist mit einem Schnabelschuh bekleidet.

### Adoranten
Unterhalb des Kantharos stehen zwei Adoranten, ein Mann und eine Frau. Sie erreichen die Kniehöhe der sitzenden männlichen Gottheit nicht ganz. Der Mann ist ein wenig größer abgebildet als die Frau. Er befindet sich dem Thron am nächsten und trägt auf der vorgestreckten rechten Hand einen Hahn, in der ebenfalls vorgestreckten linken Hand ein Ei. Der obere Teil des Gesichts springt stark gegen den unteren hervor. Ein langes, anliegendes Gewand folgt genau den Konturen des Körpers. Zwischen und vor den Beinen fällt je eine senkrechte Gewandfalte herab. Hinter dem Rücken hängt ein Gewandbausch oder Zipfel sackförmig über und folgt der Rückenlinie. Die geschlossenen Füße sind nackt. Hinter dem Mann steht eine Frau. Ihre Gesichtszüge gleichen denjenigen ihres Gefährten. Sie ähnelt auch der sitzenden Göttin. Sie trägt auch eine Tänie und einen auf dem Rücken herabfallenden perlenschnurartigen Zopf. Sie trägt ein eng anliegendes Untergewand, einen vielleicht wollenen Überwurf mit engen Vertikalfalten und einem schräg vom Nacken abfallenden Saum. Die Stellung der Beine und Füße und die Richtung der Arme sind wie beim dargestellten Mann, also nach links gewandt. In der zierlichen rechten Hand hält sie an einem sehr kurzen Stiel eine Blume (ähnlich einer archaischen Lotosblüte), in der linken einen Granatapfel.

### Weitere Symbole
Hinter dem Thron richtet sich annähernd senkrecht eine große Schlange empor. Sie ruht auf dem eingerollten Schwanz, der zwischen den Füßen des Thrones angebracht ist. Der hundeähnlich gestaltete Kopf schaut horizontal über die Thronlehne und zeichnet sich durch einen langen schmalen Bart und großen Kamm aus, welcher auf der Nasenspitze sitzt. Der Bauchteil der Schlange ist von unten bis oben geschuppt.